# 贏在中國
《贏在中國》是中國中央電視臺2008年起播出的真人秀電視節目。每星期二晚上在CCTV-2頻道播出。節目的主持人與製片人爲王利芬。評審團人物包括马云等企業家。